# Kleiner Mann – ganz groß (1957)
Kleiner Mann – ganz groß ist ein deutscher Spielfilm von Hans Grimm aus dem Jahr 1957. Er ist nicht mit dem Film Kleiner Mann, ganz groß aus dem Jahr 1938 zu verwechseln. 

## Handlung
Der kleine Robby Brauns lebt mit seiner fast volljährigen Schwester Meike bei seinem Großvater, der die Vormundschaft über beide Kinder hat. Die Eltern starben bei einem Verkehrsunfall. Zu seinem Geburtstag erhält der pferdeverrückte Robby ein besonderes Geschenk: Der Großvater verspricht ihm das Fohlen, mit dem seine beste Zuchtstute trächtig ist.
Auf dem Weg in die Schule machen Robby und Meike die Bekanntschaft des Architekten Thomas, dem Robby begeistert von seinem neuen Pferd erzählt. Thomas verspricht ihm, sich das Pferd eines Tages anzuschauen. Das Fohlen kommt zur Welt und wird von Robby „Kleiner Bruder“ genannt. Kurze Zeit später stirbt der Großvater und dem einzigen Verwandten von Robby und Meike wird die Vormundschaft übertragen – Professor Schröder jedoch hatte nie Kinder und hat auch kein Interesse daran, Vormund zu sein. Er beschließt, alle Pferde zu verkaufen, um Robbys Erziehung finanzieren zu können. Nur schwer kann er überzeugt werden, dass Robby nicht ins Internat soll, sondern bei Meike bleiben kann. Da Robby behauptet, „Kleiner Bruder“ sei bereits verkauft worden, entgeht sein Pferd dem Verkauf. Robby bringt es nachts heimlich in ein Nachbardorf und bezahlt Bauer Moser und seiner Frau von nun an jeden Tag eine Mark Unterstellgebühr. Frau Moser jedoch spekuliert darauf, dass Robby nicht auf Dauer das Geld aufbringen kann, um das Pferd schließlich teuer verkaufen zu können.
Meike und Thomas treffen nach zwei Jahren erneut aufeinander und Thomas wird mit der Zeit der Freund Meikes und damit Teil der Familie. Beide sehen sich jedoch nicht so oft, arbeitet Meike doch neben ihrem Buchverkäuferjob zusätzlich, um die Miete für den Pferdestall zahlen zu können. Nach einem Motorradunfall hat Meike einen gebrochenen Arm und kann nicht mehr arbeiten gehen. Stattdessen geht Robby nach der Schule arbeiten, putzt Autoscheiben und führt Hunde aus, um die monatlich 30 DM Pferdestallmiete bezahlen zu können. Bald kommt Vormund Schröder dahinter. Weil Robby ihm nicht verraten will, wo das Pferd untergebracht ist, wird er aufs Internat geschickt. Robby kommt daher mit den Zahlungen in Rückstand und der Verkauf von „Kleiner Bruder“ droht. Der Junge reißt aus dem Internat aus und geht zur Kirche St. Leonhard, wo er um Rettung seines Pferdes betet. Prompt findet er auf dem Kirchhof eine volle Brieftasche, aus der er die bisher fehlenden 60 DM für die Stallmiete nimmt. Meike bringt ihn dazu, die Brieftasche bei der Polizei abzugeben. Sie gehört dem reichen Brauereibesitzer Wendland aus Mexiko, der Robby Finderlohn gibt und erst dann von dem verschwundenen Geld hört und sich die Geschichte um „Kleiner Bruder“ erzählen lässt. Gemeinsam setzt er mit Robby einen Vertrag auf: Wendland übernimmt leihweise die Kosten für eine Ausbildung des Vollbluts zu einem Rennpferd. Robby kann ihm das Geld zurückzahlen, wenn „Kleiner Bruder“ beim Großen Preis von Baden gewonnen hat.
Wendland reist weiter durch Europa und erfährt schließlich per Post, dass Vormund Schröder „Kleiner Bruder“ ohne Zustimmung Robbys an Rennpferdbesitzer Petersen verkauft hat. Er kehrt zurück nach Deutschland und begibt sich mit Robby, Meike und Thomas zum Großen Preis von Baden. Hier soll „Kleiner Bruder“ an den Start gehen. Wendland kauft Petersen das Pferd noch kurz vor dem Start in Robbys Namen ab. Der weiß nichts davon, überzeugt den Jockey aber, beim Rennen nicht die Reitgerte einzusetzen. „Kleiner Bruder“ gewinnt und Robby wird als Besitzer des Pferdes ausgerufen. Er ist überglücklich und gibt Meike einen Wunsch frei. Sie „wünscht“ sich Thomas; Robby ernennt zudem Wendland zu seinem neuen Großvater. Seinem richtigen Großvater schickt er schließlich einen Brief an einem Luftballon gen Himmel, in dem steht, dass bei ihm alles in Ordnung sei.

## Produktion
Kleiner Mann – ganz groß entstand nach dem Roman Robby macht das Rennen, der in der Illustrierten ABZ erschienen war.

Der Film wurde in Baden-Baden und in Oberbayern gedreht; die Innenaufnahmen entstanden bei Günther Stapenhorsts Carlton-Studio an der Tulbeckstraße in München. Bei einigen seiner Ausflüge aufs Land, finden wir Robby bei einer kleinen, einsam gelegenen Kirche wieder. Hier handelt es sich um die kleine Filialkirche Sankt Andreas, oberhalb von Etting, nahe Eberfing gelegen. 

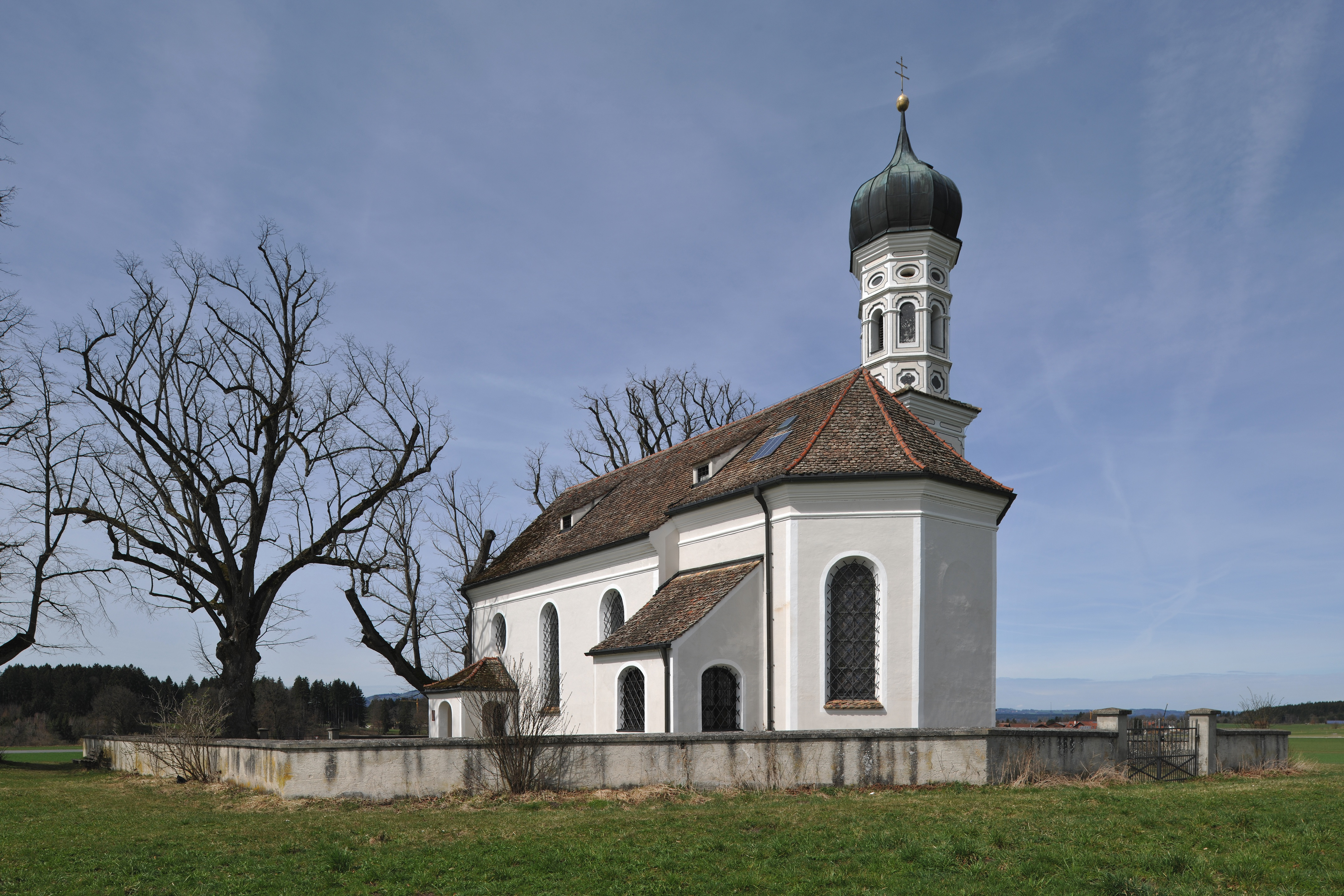
Sankt Andrä im Jahr 2010.

 Der Film erlebte am 12. Februar 1957 zeitgleich seine Premiere im Bielefelder Capitol und in der Essener Lichtburg.
Maria Mucke singt im Film Es tanzen die Sterne zur Nacht. Oliver Grimm ist mit Trapp trapp trapp, mein Pferdchen zu hören. Die Lieder des Films schrieben Lothar Brühne und Frank Eden.

## Kritik
Für das Lexikon des internationalen Films war Kleiner Mann – ganz groß 1990 ein „typischer deutscher Kinderstar-Film der fünfziger Jahre: lebensfremd, ‚herzig‘ und gelackt.“ In der Neuauflage des Lexikons aus dem Jahr 2001 bezeichnete man den Film als „Kinderstarfilm deutscher Prägung, dessen publikumswirksame Niedlichkeit auf eine Vielzahl anrührender Effekte abzielt; einfältige und wirklichkeitsferne Unterhaltung.“
Cinema befand: „Ein kleiner Junge und ein großes Pferd… Stoff für ein herzerweichendes deutsches Melodram. Heiliger Leonard, Schutzpatron aller Pferde, hilf! Fünfziger-Jahre-Kinderstar Oliver Grimm, der sich hier nervtötend altklug aufführt, darf unter Regie seines Vaters Hans das Publikum aufschluchzen lassen. Übrigens: Der Heilige Leonard wird hier tatsächlich bemüht. – Fazit: Der Schmalzgehalt des Films reicht für etliche Stullen“